# Conférence épiscopale équatorienne
Pour les articles homonymes, voir CEE.
La Conférence épiscopale équatorienne (en espagnol : Conferencia Episcopal Ecuatoriana, abrégé CEE) est une conférence épiscopale de l’Église catholique qui réunit les ordinaires de l’Équateur.
Elle fait partie du Conseil épiscopal latino-américain (CELAM), avec une vingtaine d’autres conférences épiscopales.

## Membres
La conférence épiscopale est en 2015 composée de :
- quatre archevêques :
  - Alfredo Espinoza Mateus (es), archevêque de Quito et « primat de l’Équateur » ;
  - Luis Cabrera Herrera, archevêque de Guayaquil ;
  - Marcos Aurelio Pérez Caicedo (es), archevêque de Cuenca ;
  - Eduardo Castillo Pino (es), archevêque de Portoviejo ;
- douze évêques titulaires ;
- huit vicaires apostoliques ;
- l’ordinaire militaire ;
- six évêques auxiliaires ;
- vingt ordinaires émérites.

## Sanctuaires
La conférence épiscopale a désigné une petite dizaine de sanctuaires nationaux :
- le sanctuaire de la Nativité-de-Notre-Dame au lieudit « le Guayco » à La Magdalena dans le canton Chimbo[7], désigné en 1977[8] ;
- le sanctuaire Notre-Dame-du-Cygne d’El Cisne (es)[9] ;
- l’église de l’Assomption des Carmélites de Cuenca, désignée en 2018[10] ;
- le sanctuaire Notre-Dame-de-la-Paix de la grotte de Rumichaca (ou « grotte de la Paix ») à La Paz (de), désigné en 1953[11] (avant la définition officielle de « sanctuaire ») et en 1975[12] ;
- le sanctuaire Notre-Dame-de-la-Présentation d’El Quinche (es) dans le Grand Quito[13], désigné en 1985[14] ;
- la basilique du Vœu national ou basilique du Sacré-Cœur-de-Jésus de Quito[15] ;
- le sanctuaire Sainte-Narcisse-de-Jésus de Nobol (es)[16], désigné en 2009[17].